# Meijiang

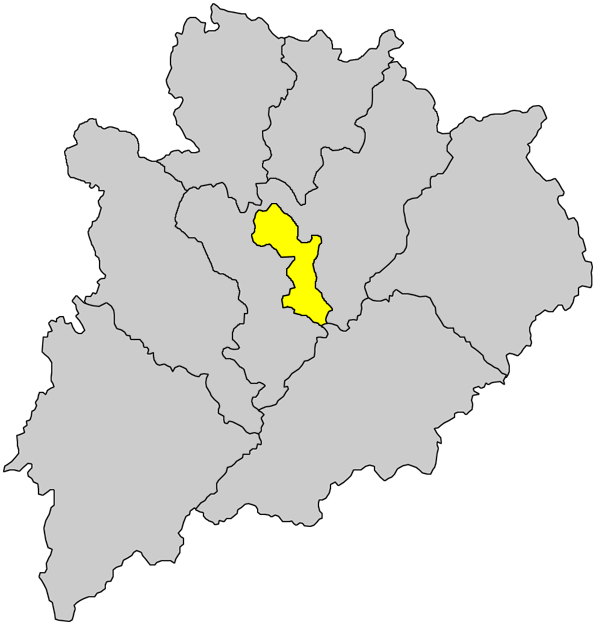
Lage des Stadtbezirks Meijiang im Verwaltungsgebiet der Stadt Meizhou

Meijiang (chinesisch 梅江区, Pinyin Méijiāng Qū) ist ein Stadtbezirk der bezirksfreien Stadt Meizhou in der Provinz Guangdong der Volksrepublik China. Er hat eine Fläche von 844,3 km² und zählt 435.616 Einwohner (Stand: Zensus 2020). Meijiang ist Zentrum und Regierungssitz von Meizhou. Der Regierungssitz liegt im Straßenviertel Jinshan (金山街道).

## Administrative Gliederung
Auf Gemeindeebene setzt sich der Stadtbezirk aus drei Straßenvierteln und drei Großgemeinden zusammen. Diese sind:
- Straßenviertel Jinshan 金山街道
- Straßenviertel Jiangnan 江南街道
- Straßenviertel Xijiao 西郊街道

- Großgemeinde Changsha 长沙镇
- Großgemeinde Sanjiao 三角镇
- Großgemeinde Chengbei 城北镇